# 아른험
아른험(네덜란드어: Arnhem)은 네덜란드 동부에 위치한 도시로, 헬데를란트주의 주도이다. 아른험은 네이메헌과 함께 광역 도시권을 이루고 있으며 아른험-네이메헌 광역 도시권의 인구는 728,500명이다.

## 역사
아른험은 893년에 아르놀디 빌라(Arnoldi Villa)라는 이름으로 처음 등장했으며 1233년에 오토 2세의 칙령에 따라 신설되었다. 아른험은 1443년에 한자 동맹에 가입했으며 1579년에 위트레흐트 동맹에 가입했다.
아른험은 제2차 세계 대전 중이던 1944년에 마켓가든 작전이라는 치열한 전투가 벌어진 도시이기도 하다.

## 스포츠
1980년 하계 패럴림픽을 개최하였다.
피테서 축구 클럽이 연고로 하고 있으며 UEFA 유로 2000 당시 경기장으로 사용되었던 헬러돔을 홈구장으로 사용하고 있다.

## 기후
| 아른험의 기후                                                             | 아른험의 기후 | 아른험의 기후 | 아른험의 기후 | 아른험의 기후 | 아른험의 기후 | 아른험의 기후 | 아른험의 기후 | 아른험의 기후 | 아른험의 기후 | 아른험의 기후 | 아른험의 기후 | 아른험의 기후 | 아른험의 기후 |
| 월                                                                        | 1월           | 2월           | 3월           | 4월           | 5월           | 6월           | 7월           | 8월           | 9월           | 10월          | 11월          | 12월          | 연간          |
| ------------------------------------------------------------------------- | ------------- | ------------- | ------------- | ------------- | ------------- | ------------- | ------------- | ------------- | ------------- | ------------- | ------------- | ------------- | ------------- |
| 역대 최고 기온 °C (°F)                                                    | 14.5 (58.1)   | 19.5 (67.1)   | 24.6 (76.3)   | 29.4 (84.9)   | 31.9 (89.4)   | 34.2 (93.6)   | 39.2 (102.6)  | 37.2 (99.0)   | 32.7 (90.9)   | 26.4 (79.5)   | 19.5 (67.1)   | 15.2 (59.4)   | 39.2 (102.6)  |
| 일평균 최고 기온 °C (°F)                                                  | 5.4 (41.7)    | 6.5 (43.7)    | 10.3 (50.5)   | 14.9 (58.8)   | 18.6 (65.5)   | 21.3 (70.3)   | 23.4 (74.1)   | 23.0 (73.4)   | 19.4 (66.9)   | 14.5 (58.1)   | 9.3 (48.7)    | 6.0 (42.8)    | 14.4 (57.9)   |
| 일일 평균 기온 °C (°F)                                                    | 2.9 (37.2)    | 3.2 (37.8)    | 5.9 (42.6)    | 9.6 (49.3)    | 13.3 (55.9)   | 16.1 (61.0)   | 18.1 (64.6)   | 17.7 (63.9)   | 14.5 (58.1)   | 10.5 (50.9)   | 6.4 (43.5)    | 3.5 (38.3)    | 10.1 (50.2)   |
| 일평균 최저 기온 °C (°F)                                                  | 0.0 (32.0)    | -0.0 (32.0)   | 1.6 (34.9)    | 3.8 (38.8)    | 7.5 (45.5)    | 10.4 (50.7)   | 12.6 (54.7)   | 12.3 (54.1)   | 9.8 (49.6)    | 6.6 (43.9)    | 3.3 (37.9)    | 0.9 (33.6)    | 5.7 (42.3)    |
| 역대 최저 기온 °C (°F)                                                    | −24.2 (−11.6) | −23.2 (−9.8)  | −17.0 (1.4)   | −9.4 (15.1)   | −4.5 (23.9)   | −0.9 (30.4)   | 2.0 (35.6)    | 2.4 (36.3)    | −0.9 (30.4)   | −6.5 (20.3)   | −9.9 (14.2)   | −18.4 (−1.1)  | −24.2 (−11.6) |
| 평균 강수량 mm (인치)                                                     | 79.5 (3.13)   | 63.7 (2.51)   | 60.7 (2.39)   | 43.8 (1.72)   | 62.9 (2.48)   | 69.1 (2.72)   | 86.5 (3.41)   | 83.9 (3.30)   | 73.8 (2.91)   | 73.3 (2.89)   | 79.5 (3.13)   | 91.3 (3.59)   | 868.0 (34.17) |
| 평균 상대 습도 (%)                                                        | 88.8          | 85.5          | 80.0          | 72.8          | 72.5          | 74.5          | 75.7          | 77.5          | 82.5          | 86.6          | 90.9          | 90.8          | 81.5          |
| 평균 월간 일조시간                                                        | 62.7          | 86.7          | 135.8         | 181.6         | 205.1         | 196.2         | 203.2         | 188.3         | 148.7         | 115.9         | 66.7          | 53.5          | 1,644.4       |
| 가능 일조율                                                               | 24.2          | 30.8          | 36.8          | 43.6          | 42.2          | 39.3          | 40.4          | 41.4          | 39.0          | 35.0          | 25.0          | 22.0          | 35.0          |
| 출처: 네덜란드 왕립 기상연구소 (평년값: 1991년~2020년, 극값: 1953년~현재) |               |               |               |               |               |               |               |               |               |               |               |               |               |

## 자매 도시
- 독일 게라
- 영국 크로이던
- 영국 코번트리
- 페루 비야엘살바도르
- 체코 흐라데츠크랄로베
- 남아프리카 공화국 킴벌리